# Itueta
Itueta is een gemeente in de Braziliaanse deelstaat Minas Gerais. De gemeente telt 6.074 inwoners (schatting 2009).

## Aangrenzende gemeenten
De gemeente grenst aan Aimorés, Resplendor, Santa Rita do Itueto en Baixo Guandu (ES).